# Phthinia dallaii
Phthinia dallaii is een muggensoort uit de familie van de paddenstoelmuggen (Mycetophilidae). De wetenschappelijke naam van de soort is voor het eerst geldig gepubliceerd in 2001 door Zaitzev.